# Adesmus divus
Adesmus divus là một loài bọ cánh cứng trong họ Cerambycidae.